# András Hegedüs

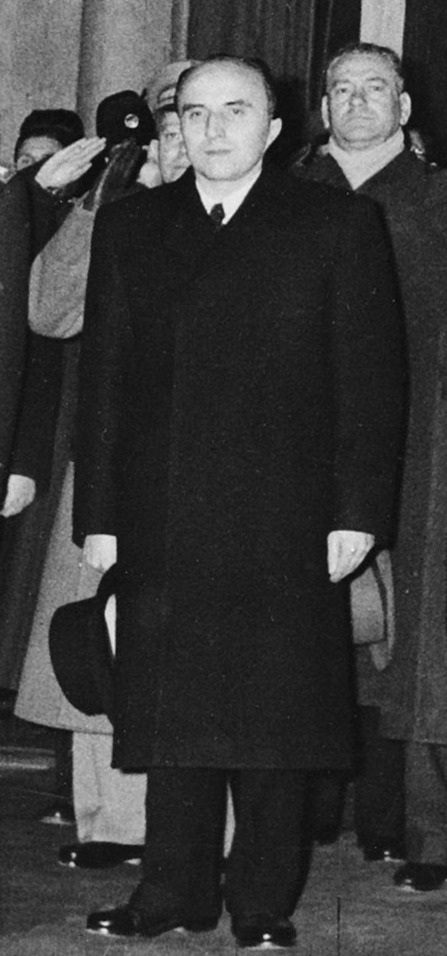
András Hegedüs, 1956

András Hegedüs (Szilsárkány; 31 de octubre de 1922 – Budapest; 23 de octubre de 1999) fue un político comunista húngaro.
El 28 de octubre de 1956 solicita mediante una nota diplomática la intervención del Ejército Rojo para controlar la situación que Hungría vivía en esos días. El Partido toma la medida de reponer en el puesto de primer ministro a Imre Nagy y Hegedüs escapa a Moscú. En 1958 regresa a Budapest, en donde se dedicó a dar clases de psicología.
En 1973 es expulsado del Partido Socialista Obrero Húngaro y retirado por sus constantes críticas a las políticas de János Kádár y de la Unión Soviética.
| Predecesor: Imre Nagy | Primer ministro de la República Popular Húngara 1955–1956 | Sucesor: Imre Nagy |

- Datos: Q516008
- Multimedia: András Hegedüs / Q516008